# Iridomyrmex goepperti
Iridomyrmex goepperti é uma espécie de formiga do gênero Iridomyrmex.